# Hocco tuberculé
Mitu tuberosum
Espèce
Synonymes
- Crax tuberosa
- Mitu tuberosa (Spix, 1825)

Statut de conservation UICN

 NT A3cd+4cd : Quasi menacé
L’Hocco tuberculé (Mitu tuberosum) est une espèce d'oiseau de la famille des Cracidae.

## Description
Il mesure environ 83 cm de longueur. Son plumage est d'un noir bleuté brillant avec le ventre et le bout de la queue blancs. Le bec court, crochu, tuberculé, aplati transversalement est rouge ou orange. Les pattes sont orange.
Le hocco est dit "tuberculé" à cause de la bosse (ou tubercule) qui rend son bec si particulier.

## Répartition
On la trouve en Bolivie, Brésil, Colombie, Équateur et Pérou.

## Habitat
Son habitat naturel est les forêts de plaines humides tropicales et subtropicales.